# シノカンネメエリア
シノカンネメエリア (Sinokannemeyeria) は前期三畳紀に生息していた草食単弓類の絶滅した属。単弓綱 - 獣弓目 - 異歯亜目 - ディキノドン下目。カンネメエリア科の初期グループに属する。

## 特徴
全長約2メートル。上顎にディキノドン類に特徴的な角質の嘴と大きな牙を2本持つ。頭部裏側の筋肉付着部は極めて小さいが、他の咬筋が発達している。それは、他のディキノドン類と食性が異なっていたためと思われる。ディキノドン類の大半は、下顎を大きくスライドさせることで植物をたち切っていたが、シノカンネメエリアは鼻の正面で植物を千切って食べていたと思われる。
シノカンネメエリアを始めとするカンネメエリア科のメンバーは、ペルム紀末期から三畳紀初頭に生息したリストロサウルスに類似した祖先から進化した。

## 古生態学
本種(もしくは近縁種のパラカンネメエリア)による巣穴が中国から見つかっている。近くには、さらに小さな巣穴もあり、こちらはプロコロフォン類かシノカンネメエリアの幼体が掘ったとされている。

## 分布
中国から化石が産出。